# جوين جاي ألين
جوين جاي ألين (بالإنجليزية: Gwyn Jay Allen)‏ هو مهندس معماري بريطاني، ولد في 25 أبريل 1961 في لوفبرا في المملكة المتحدة.

## وصلات خارجية
- جوين جاي ألين على موقع ميوزك برينز (الإنجليزية)
- جوين جاي ألين على موقع أول ميوزيك (الإنجليزية)
- جوين جاي ألين على موقع ديسكوغز (الإنجليزية)